# Vladimir Kovin
Vladimir Aleksandrovitsj Kovin (Russisch: Владимир Александрович Ковин) (Nizjni Novgorod, 20 juni 1954) is een Sovjet-Russisch ijshockeyer.
Kovin won tijdens de Olympische Winterspelen 1984 de gouden medaille met de Sovjetploeg.
Kovin werd in 1985 wereldkampioen.